# Barbula unguiculata
A Barbula unguiculata egy változatos megjelenésű lombosmoha a Pottiaceae családból. Könnyen összetéveszthető a Syntrichia ruralisszal, de annak áttetsző szőrszálban végződik a levele.

## Megjelenése
A Barbula unguiculata gyepje változó színű, a zöldtől kezdve akár halvány sárgásbarna színű is lehet, a növény akár 3 cm magasra is megnőhet. Levele jellegzetes nyelv alakú, mely nedvesen mereven elálló, de szárazon csavarodott. A levélér erős, de rövid hegyben lép ki a levélcsúcson. A levélszél az alaptól a levél közepéig begöngyölt, de a levél felső negyedében már nem. A levélsejtek a levél felső részén kicsik, négyzet alakúak és papillázottak, a levél alján hosszúkásak, simák és áttetszőek. A spóratartó nyél vörös színű, egyenes, a tok hengeres. A perisztómiumfogak 3-4-szer balra csavarodottak spirálisan.

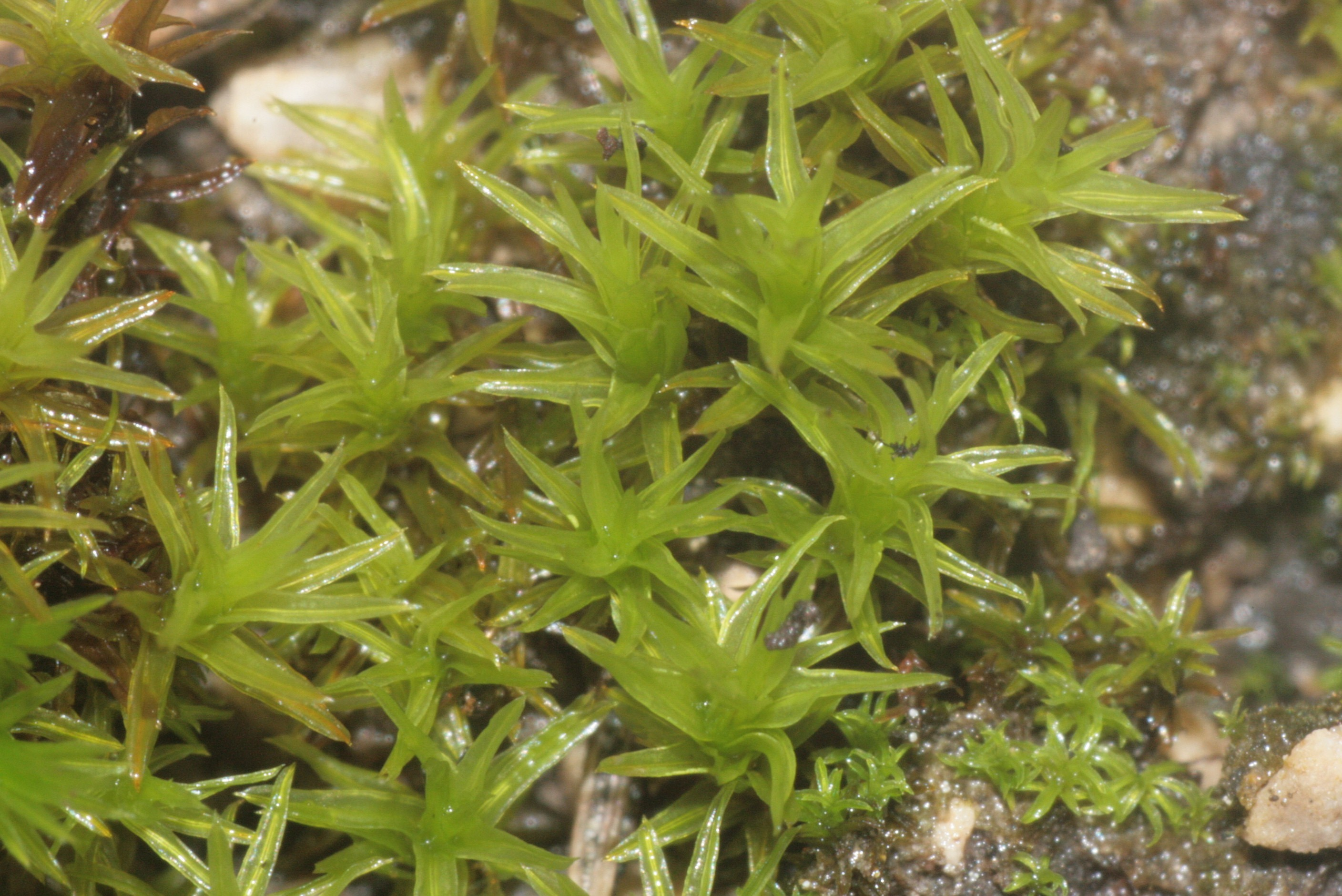
Habitus kép
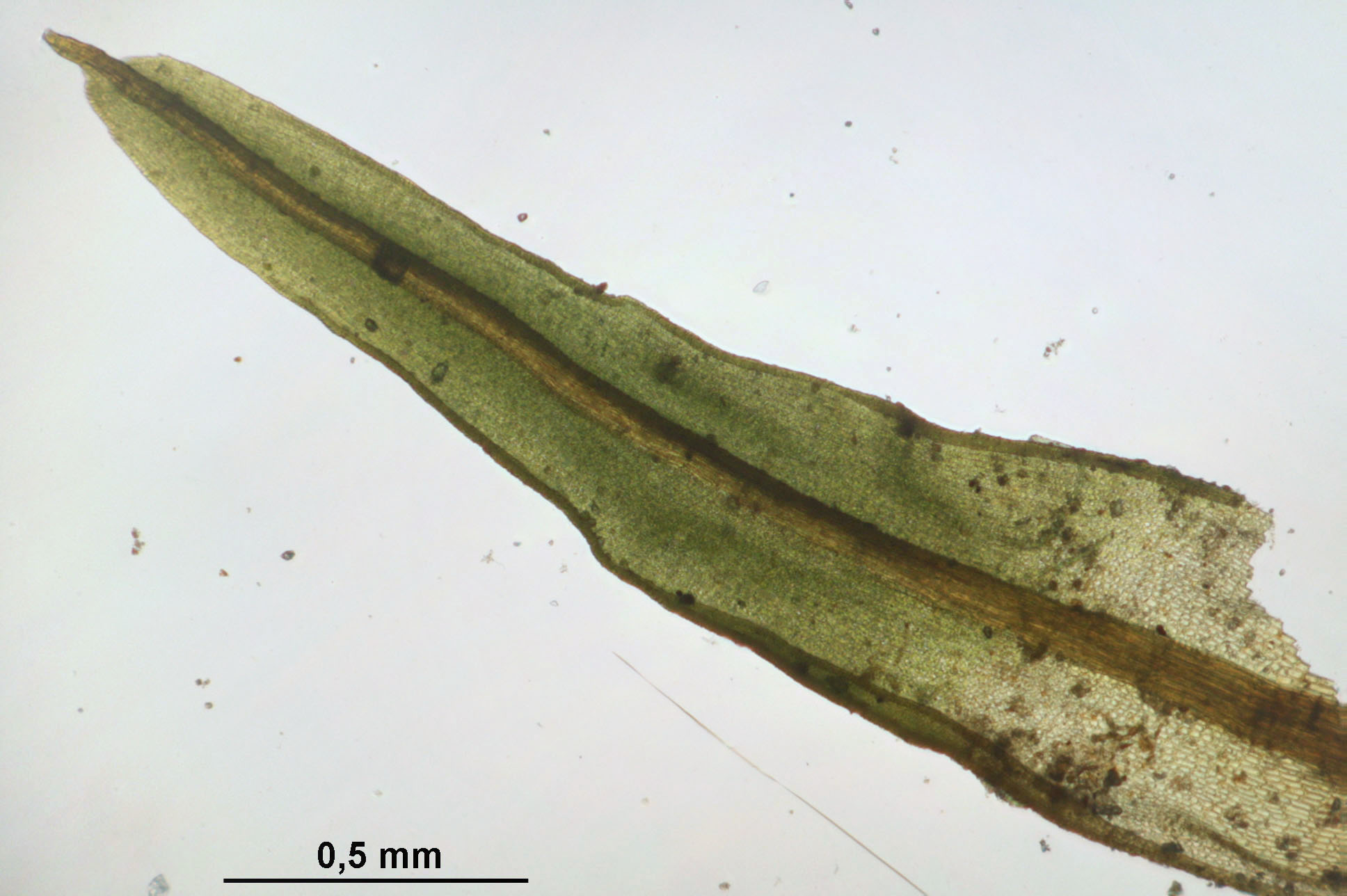
Levél mikroszkopikus nagyításban
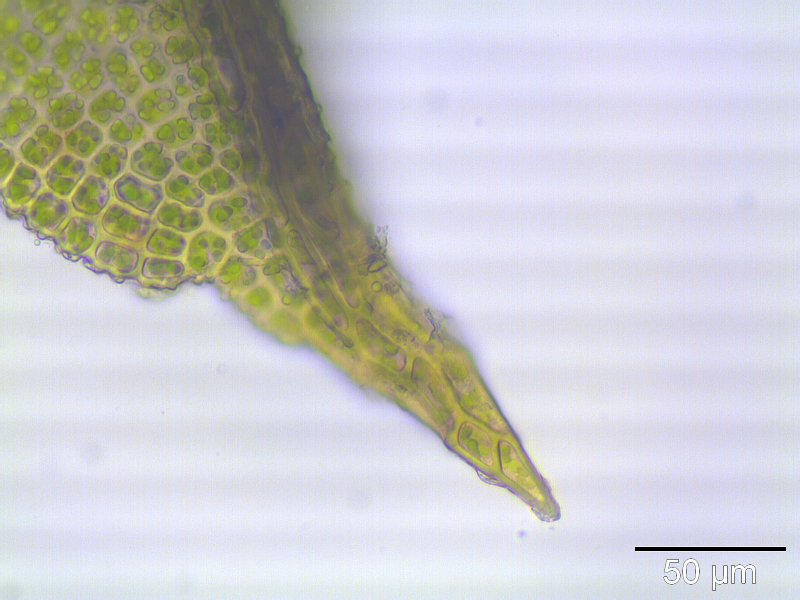
Levélcsúcs 400-szoros nagyításban
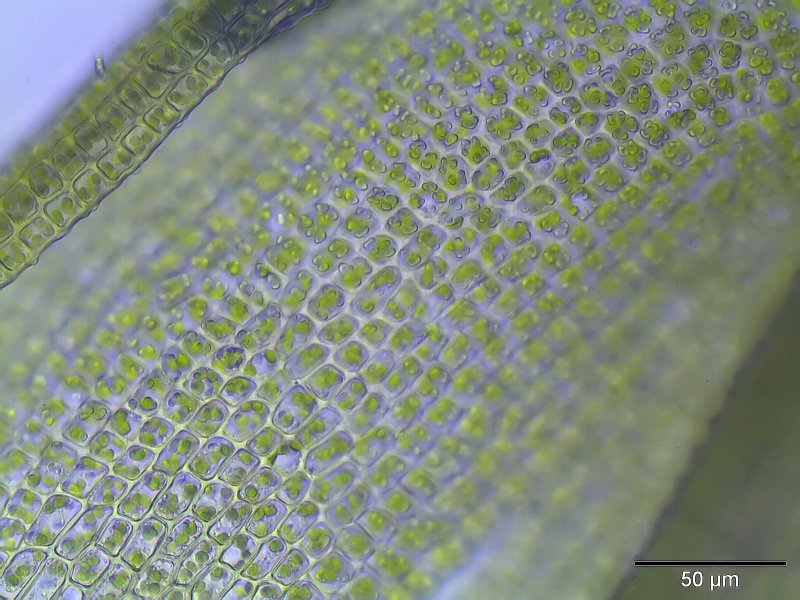
Levélsejtek 400-szoros nagyításban

## Elterjedése és élőhelye
Ez a faj a nedves, erősen meszes talajokon él, ezért elterjed egész Magyarországon. A hegységek szikláinak apró repedéseitől elkezdve az alföldi rétekig és mezőgazdasági területekig mindenhol előfordul. A Föld északi féltekéjén is gyakori fajnak mondható, megtalálható Európában, Ázsiában, Észak-Afrikában és Észak-Amerikában.

## Fordítás
Ez a szócikk részben vagy egészben  a   Gespitztblättriges_Bärtchenmoos című német Wikipédia-szócikk ezen változatának fordításán alapul.  Az eredeti cikk szerkesztőit annak laptörténete sorolja fel. Ez a jelzés csupán a megfogalmazás eredetét és a szerzői jogokat jelzi, nem szolgál a cikkben szereplő információk forrásmegjelöléseként.